# پوست‌آرواره‌ای‌ها
پوست‌آرواره‌ای‌ها (نام علمی: Dermogenys) نام یک سرده از تیره نیم‌منقارماهی‌های زنده‌زا است.